# 劉福 (建文進士)
劉福，南直隶通州（江苏南通）人。明朝政治人物、進士出身。

## 生平
應天府鄉試第三十一名舉人。建文二年，登庚辰科进士。正统二年，升任礼科给事中。景泰元年，楊善孤身出使瓦剌，又在明景帝不同意的情況下，說服瓦剌太師也先，將明英宗迎回北京；但景帝不悦，传旨以一轿二马迎英宗于居庸关，招致朝野不满。劉福和工部尚书高谷上疏：「奉迎上皇，礼不宜薄。」，则遭到景帝训斥。